# Посольство Армении в России
Посольство Республики Армения в Российской Федерации (арм. Ռուսաստանում Հայաստանի դեսպանություն) — дипломатическое представительство Армении в России, расположено в Москве, в Армянском переулке.
С 14 августа 2024 года чрезвычайным и полномочным послом Республики Армения в Российской Федерации является Гурген Арсенян.

## Здание посольства
Посольство занимает здание бывшего Лазаревского института (Армянский переулок, д. 2). Главный дом построен в 1816—1823 годах, обелиск в память Лазаревых — в 1822 году.

## Послы Армении в России
- Феликс Мамиконян (1992—1994) (временный поверенный)[1];
- Юрий Мкртумян (1994—1997);
- Гагик Шахбазян (1997—1999);
- Сурен Саакян (1999—2002);
- Армен Смбатян (2002—2010);
- Олег Есаян (2010—2017);
- Вардан Тоганян (2017—2022);
- Вагаршак Арутюнян (2022—2024);
- Гурген Арсенян (с 2024).

## Отделы посольства
- Политический отдел
- Экономический отдел
- Информационный отдел
- Протокольный отдел
- Гуманитарный отдел
- Консульский отдел
- Культурный центр

## Консульства Армении в России
- Генеральное консульство Армении в Санкт-Петербурге (улица Декабристов, д. 22).
- Генеральное консульство Армении в Ростове-на-Дону (улица 12 Линия, д. 4).
- Консульский отдел Посольства Армении в России Сочи (ул. Несебрская, 1 Б).

## Армянские организации в России
- Всероссийская общественная организация союз армян России;
- Русско-армянское содружество;
- НКО «Джавахкская диаспора России»;
- Ново-Нахичеванская и Российская епархия Армянской апостольской церкви.